# Idrohalloysite
L'idrohalloysite (simbolo IMA: Hly-10Å), chiamata anche endellite o kimolite, è un minerale della classe dei "silicati e dei germanati", più precisamente un fillosilicato con la composizione chimica Al2Si2O5(OH)4·2H2O.
Fino a settembre 2022 si chiamava halloysite-10Å, cambiando il nome in quello attuale a causa delle nuove linee guida approvate dal CNMNC per la nomenclatura dei polimorfi e dei polisomi. La dicitura 10-Å si riferiva allo spessore dello strato. A volte viene anche indicato come endelite, principalmente nella letteratura europea (un nome screditato dall'IMA nel 2006).
Endellite invece è stato rifiutato come nome nel 2006.

## Etimologia e storia
Prende il nome dal geologo belga Jean-Baptiste d'Omalius d'Halloy (16 febbraio 1783 – 15 gennaio 1875), che scoprì il minerale.

## Classificazione
La nona edizione della sistematica minerale di Strunz, valida dal 2001 e aggiornata dall'Associazione Mineralogica Internazionale (IMA) fino al 2009, classifica l'halloysite nella categoria "9.E Fillosilicati". Tuttavia, questa è ulteriormente suddivisa in base alla struttura cristallina, in modo che il minerale possa essere trovato nella suddivisione "9.ED Fillosilicati con strati di caolinite composti di reti di tetraedri e ottaedri", dove, insieme a halloysite e hisingerite forma il "gruppo dell'halloysite" con il sistema nº 9.ED.10.
Tale classificazione viene mantenuta anche nell'edizione successiva, proseguita dal database "mindat.org" e chiamata Classificazione Strunz-mindat.
Nella classificazione dei minerali secondo Dana, usata principalmente nel mondo anglosassone, l'idrohalloysite si trova nella classe dei "fillosilicati" e da lì nella sottoclasse "Fillosilicati: strati di anelli a sei membri con strati 1:1" dove forma il "gruppo della caolinite" col sistema nº 71.01.01 insieme a dickite, caolinite, nacrite, halloysite e odinite.

## Abito cristallino
L'idrohalloysite cristallizza nel sistema monoclino nel gruppo spaziale Cc (gruppo nº 9) con i parametri reticolari a = 5,1 Å, b = 8,9 Å e c = 10,25 Å.

## Origine e giacitura
La genesi è idrotermale, e anche come prodotto di alterazione di silicati alluminiferi su rocce gabbriche e diabasiche. Compare anche in alcuni depositi metalliferi. Ha paragenesi con montmorillonite, caolinite, marcasite.
L'idrohalloysite è stata scoperta ad Angleur, nella città di Liegi (in Belgio). Sebbene non sia una specie molto comune, è stata descritta in tutti i continenti del pianeta tranne l'Antartide. Nei territori di lingua catalana è stato descritto nelle miniere di Can Tintorer (Gavà, Baix Llobregat) e nella miniera di San Miguel (Ribes de Freser).
In Italia l'idrohalloysite è stata rinvenuta in Abruzzo (Taranta Peligna), in Basilicata (Melfi), in Campania (nella solfatara di Pozzuoli), nel Lazio (Giuliano di Roma, Supino, Bracciano, e Cerveteri), a Genga nelle Marche, a Carbonia in Sardegna; in Toscana è stata trovata a Massa Marittima, a Campiglia Marittima, a Rio e a Carrara; infine è stata rinvenuta anche in Umbria a Sigillo.
L'idrohalloysite si trova anche sull'isola di Tonaki in Giappone, a Djebal Deber in Libano, a Soyatal in Messico; nella Verchneural'skij rajon (Oblast' di Čeljabinsk) e a Svetlyj (Oblast' di Orenburg), entrambi in Russia; in Svizzera (Anniviers), nel Regno Unito (Dolbenmaen) e in molti siti degli Stati Uniti.
Infine il minerale è stato rinvenuto anche in Austria, Ungheria, Spagna, Argentina, Cile, Cina e Belgio, Finlandia, Germania e Francia.

## Forma in cui si presenta in natura
Si presenta in natura sotto forma di minutissime squame, riunite in masse terrose con aspetto ceroide, tenere e leggere o in aggregati polverulenti.

## Modificazioni e varietà
A volte nella composizione chimica della halloysite sono presenti piccole quantità di ferro trivalente (Fe3+) o di cromo, e si hanno allora le varietà note come ferrihalloysite e cromohalloysite.
Una halloysite contenente quantità variabili di cromo è l'alexandrolite (Cr2Al4Si8O25·6H2O), specie non approvata dall'IMA.
Il cosiddetto bolo o bolus è un miscuglio di halloysite e limonite, in aggregati brunastri finemente terrosi.
Infine la varietà ablykite, trovata ad Ablyk nel distretto di Ohangaron in Uzbekistan; essa dà un diagramma delle polveri molto simile a quello della halloysite.